# Najwa Binshatwan
Najwa Binshatwan (en árabe: نجوى بن شتوان‎; nacida en 1970) es una académica y autora libia. Fue una de los 39 escritores de lengua árabe menores de 40 años seleccionados para la antología Beirut39 en 2009. Su novela Zareeb Al-Abeed fue preseleccionada para el Premio Internacional de Ficción Árabe 2017.

## Biografía
Najwa Binshatwan nació en Ajdabiya, Libia, en 1970. Obtuvo una maestría en educación, luego de lo cual trabajó como profesora en la Universidad Garyounis. También completó un doctorado en humanidades de la Universidad La Sapienza en Roma, Italia. Su investigación doctoral se centró en el comercio de esclavos en Libia y las repercusiones en la sociedad y organización libias en el período otomano (1552-1911).

## Trabajos
Tomado de las biografías de los escritores de Beirut39.

### Novelas
- Waber Al Ahssina[7] [El cabello de los caballos], (en árabe), Dar Al Hadara Al Arabiya, (2005).
- Madmoum Burtuqali[8] [Contenido naranja], (en árabe), Dar Charquiat, (2008).
- Zareeb Al-Abeed[9] [Los esclavos], (en árabe), Dar Al Saqi, (2016)

### Cuentos cortos
- Almaa Fi Snarty [Agua en mi anzuelo], (en árabe), publicaciones de Moatamar, Libia (2002).
- "Qissass Laysat Lil-Rijal" [Historias no para hombres], (en árabe), Dar Al-Hadara Al-Arabiya, (2004).
- Toufl Al Waw[10] [El niño Waw], (en árabe), Consejo Cultural General, Libia, (2006).
- Al-Malika[11] [La Reina], (en árabe), Consejo Cultural General, Libia, (2007). (Traducido al italiano).
- Al-jadaa Salha [Abuela Salha], (en árabe), Dar Al Khayal, Beirut, Líbano, (2012).
- Kataloug Hayat Khasa[12] [Un catálogo de vida privada], (en árabe), Dar Athar para publicación, Dammam, Arabia Saudita, (2018).
- "Soudfa Jariaa"[13] [Una coincidencia continua], (en árabe), Riad El-Rayyes Books, Beirut, Líbano, (2019).

### Obras de teatro
Al-Metaf [El abrigo], (2003). 

### Relatos cortos traducidos en antologías
- "The Spontaneous Journey", historia corta incluida en "Translating Libia: The Modern Libyan Short Story"[14] de Saqi Books, traducida y editada por Ethan Chorin, (2008).
- "The Pool and the Piano", historia corta incluida en la "antología Beirut39",[15] (2009).
- "His Excellency the Eminence of the Void", historia corta incluida en Banipal No. 40, Libyan Fiction,[16] (2011).
- "Return Ticket", historia corta incluida en "Banthology: Stories from Unwanted Nations"[17] de Comma Press, (2018).
- "The Government Sea", historia corta incluida en el número de verano de 2019 de la revista ArabLit Quarterly Magazine,[18] (2019).

## Premios
- Su obra Al Metaf (The Coat) ganó el tercer premio del Festival Sharjah de Creatividad Árabe en su sexta sesión (2003).
- Su novela "Waber Al Ahssina" "El pelo de los caballos" recibió el "Premio a la mejor novela árabe" en el festival sudanés al-Begrawiya en Jartum (2005);
- Fue elegida como una de los 39 mejores autores árabes menores de 40 años por el proyecto Beirut39 del Hay Festival.
- Su novela "Zareeb Al-Abeed" fue preseleccionada en el Premio Internacional de Ficción Árabe (2017).
- Beca para escritores visitantes de Banipal, St Aidan's College, Universidad de Durham, (2018).[19]
- Miembro del jurado de la sección de crítica y redacción creativa del Fondo Árabe para las Artes y la Cultura (AFAC), (2018).[20]